# Наноботика
Наноботиката е технология за създаване на машини или роботи в близост до микроскопичната скала на нанометъра (10−9 метра). По-точно, наноботиката се отнася за все още широко хипотетичната нанотехнологичната инженерна дисциплина за проектиране и построяване на нанороботи – устройства в размер от 0.1 до 10 микрометра.